# Formula One 2006
『Formula One 2006』(フォーミュラ・ワン 2006、F1 06)は、ソニー・コンピュータエンタテインメント（SCE）から「Formula One」シリーズとして発売されたPS2用レースゲームソフトのひとつ。PSP版は『Formula One 2006 Portable』として発売された。
前作『Formula One 2005』の進化版であり、2006年度開幕時のデータを使用、マシンやサーキットのモデリングも向上している。今作からグランプリモードにおけるフォーメーションラップが導入された。また他チームからオファーがあればシーズン途中での移籍も可能。
SCEE（ソニー・コンピュータエンタテインメント・ヨーロッパ）が2006年をもってF1権利契約の期間延長および新作の発売を行わない事を発表したため、翌年にPS3版で発売された『Formula One Championship Edition』がFormula Oneシリーズ最後の作品であるが、日本では海外より先行してPS2版と同日に発売されたこともあり、PS3版のゲーム内容や進行画面などは、ほぼ本作から流用されている。

## 収録モード

### 1 PLAYER
- QUICK RACE
  - ドライバー(マシン)とサーキット、自車と敵車のグリッドを自由に選択でき、手軽にレースを楽しめるモード。予選がなく、セッティングもできない。
- TIME ATTACK
  - プレイヤーが選んだドライバー(マシン)でタイムアタックを行うモード。走行はプレイヤー1台のみとなる。
- SINGLE WEEKEND
  - 1戦のみのグランプリをプレイするモード。好きなドライバー(マシン)を選択し、プラクティス、予選、決勝レースを行う(プラクティスと予選は省略可)。
- WORLD CHAMPIONSHIP
  - 2006年シーズンの全18戦を転戦するモード。好きなドライバー(マシン)を選択し、各グランプリごとにプラクティス、予選、決勝レースを行う(プラクティスと予選は省略可)。
- CAREER
  - プレイヤー自身が新人F1ドライバーとなり、5年間の間にキャリアを積んでいくモード。

### 2 PLAYERS
2人でレースを楽しむモード。上下に分割された画面で対戦し、上がプレイヤー1で下がプレイヤー2。内容は1 PLAYERのQUICK RACEと同じ。

### OPTIONS
- DRIVING AIDS
  - ドライバーズアシスト(初心者でも手軽にマシンを操作できる機能)の設定。
- SCREEN LAYOUT
  - レース中の画面表示の設定。
- CAMERA OPTIONS
  - レース中のカメラの設定。
- CONTROLS
  - 使用するコントローラと操作方法の設定。
- DISPLAY SETTINGS
  - 画面表示全般の設定。
- AUDIO SETTINGS
  - サウンドの設定。

### PROFILE
- STATISTICS
  - これまでの成績を確認できる。
- LAP RECORDS
  - TIME ATTACKモードの天候別ベストラップと、サーキットごとの全てのモードを統一したベストラップを確認できる。
- TROPHY ROOM
  - これまでに手に入れたトロフィーを見ることができる。
- MANAGE PROFILE
  - プロフィールデータのロード、セーブ、作成、削除ができる。
- PLAYER DETAILS
  - 新規作成時に設定したプロフィールデータの内容(名前、国籍、顔グラフィック、ヘルメットの柄)を変更できる。

### EXTRA
- LEARNING & TIPS
  - F1の専門用語やセッティングなどの情報を参照できる。これらの情報はロード画面でランダムに表示される。
- F1 TV
  - リプレイデータの再生、好きなサーキットとグリッドを選択してのレース観戦ができる。

## 収録チーム・ドライバー
- ルノーF1
  - フェルナンド・アロンソ
  - ジャンカルロ・フィジケラ
- マクラーレン・メルセデス
  - キミ・ライコネン
  - ファン・パブロ・モントーヤ
- スクーデリア・フェラーリ・マールボロ
  - ミハエル・シューマッハ
  - フェリペ・マッサ
- トヨタF1
  - ラルフ・シューマッハ
  - ヤルノ・トゥルーリ
- ウィリアムズF1
  - マーク・ウェバー
  - ニコ・ロズベルグ
- ホンダ
  - ジェンソン・バトン
  - ルーベンス・バリチェロ
- レッドブル・レーシング
  - デビッド・クルサード
  - クリスチャン・クリエン
- BMWザウバー
  - ニック・ハイドフェルド
  - ジャック・ヴィルヌーヴ
- MF1レーシング
  - ティアゴ・モンテイロ
  - クリスチャン・アルバース
- スクーデリア・トロ・ロッソ
  - ヴィタントニオ・リウッツィ
  - スコット・スピード
- スーパーアグリF1チーム
  - 佐藤琢磨
  - 井出有治

## 収録マシン
- ルノー・R26
- マクラーレン・MP4-21
- フェラーリ・248F1
- トヨタ・TF106
- ウィリアムズ・FW28
- ホンダ・RA106
- レッドブル・RB2
- BMWザウバー・F1.06
- ミッドランド・M16
- スクーデリア・トロ・ロッソ STR1
- スーパーアグリ・SA05

## 収録サーキット
- バーレーンGP - バーレーンインターナショナルサーキット
- マレーシアGP - セパン・インターナショナル・サーキット
- オーストラリアGP - アルバートパークサーキット (メルボルン)
- サンマリノGP - イモラ
- ヨーロッパGP - ニュルブルクリンク (ドイツ)
- スペインGP - カタロニア・サーキット (バルセロナ)
- モナコGP - モンテカルロ市街地コース (モンテカルロ)
- イギリスGP - シルバーストン・サーキット
- カナダGP - ジル・ヴィルヌーヴ・サーキット (モントリオール)
- アメリカGP - インディアナポリス・モーター・スピードウェイ
- フランスGP - マニクール・サーキット
- ドイツGP - ホッケンハイムリンク
- ハンガリーGP - ハンガロリンク (ブダペスト)
- トルコGP - イスタンブール・パーク
- イタリアGP - モンツァ・サーキット
- 中国GP - 上海インターナショナルサーキット
- 日本GP - 鈴鹿サーキット
- ブラジルGP - インテルラゴスサーキット (サンパウロ)
- テストトラック - ヘレス・サーキット*

* ヘレス・サーキットはタイムトライアルモードのグランプリが行われる全18サーキットの全てでゴールドメダルを獲得した際に使用可能となる。